# (27680) 1981 EQ8
A (27680) 1981 EQ8 a Naprendszer kisbolygóövében található aszteroida. Schelte J. Bus fedezte fel 1981. március 1-jén.